# Howard Buten
Howard Buten (Detroit, 28 luglio 1950 – Plomodiern, 3 gennaio 2025) è stato uno scrittore, psicologo e violinista statunitense, che visse e lavorò in Francia. Fu autore di sette romanzi, di cui il primo, Quando avevo cinque anni, mi sono ucciso (When I Was Five I Killed Myself), fu pubblicato nel 1981.

## Biografia
Quando da giovane Howard Buten dovette affrontare l'autismo del suo primo figlio, fu stordito e consumato da un solo pensiero: "Come sarà essere come lui?" Questa domanda continuò negli anni successivi a modellare la vita di Buten, il suo lavoro come ricercatore, psicologo clinico, terapeuta e fondatore del Centre Adam-Shelton, una nota clinica per autistici a Parigi.
Fu anche un clown teatrale con il nome d'arte di Buffo, molto conosciuto in Europa, soprattutto in Francia.
La prima e più famosa opera di Buten, Quando avevo cinque anni, mi sono ucciso, arrivò a vendere oltre un milione di copie in Francia con il titolo Quand j'avais cinq ans, je m'ai tué. Nel 1991 fu nominato Chevalier des Arts et Lettres.

## Opere

### Romanzi
- Quando avevo cinque anni, mi sono ucciso (When I Was Five I Killed Myself, 1981), Luni editrice 2019
- Il cuore sotto il rullo compressore (Reckless Driving, 1984)
- Mister Butterfly (Mister Butterfly, 1987)
- La notte delle stelle (What to my Wondering Eyes, 1989)
- Histoire de Rofo, clown (Storia di Rofo il clown, 1991)
- C'était mieux avant (Era meglio prima, 1994)
- Quand est-ce qu'on arrive? (Quando si arriva?, 2002)

### Saggi
- Ces enfants qui ne viennent pas d'une autre planète (I bambini che non vengono da un altro pianeta, 2002)
- Through the Glass Wall: Journeys Into the Closed-Off Worlds of the Autistic (Attraverso il muro di vetro: viaggi nei mondi chiusi degli autistici, 2004)